# Saleh Selim
Saleh Selim (en árabe: صالح سليم‎; El Cairo, Egipto, 11 de septiembre de 1930-Londres, Inglaterra, 6 de mayo de 2002) fue un futbolista y dirigente deportivo de Egipto que jugó en la posición de centrocampista.

## Carrera

### Club
| Periodo   | Club      |
| --------- | --------- |
| 1948-1962 | Al-Ahly   |
| 1962-1963 | Grazer AK |
| 1963-1967 | Al-Ahly   |

### Selección nacional
Debutó con Egipto el 1 de febrero de 1950 en la victoria por 3-0 ante Turquía por la East Mediterranean Cup. Jugó en 21 ocasiones con la selección nacional hasta 1962, participó en los Juegos Olímpicos de Roma 1960 y en dos ediciones de la Copa Africana de Naciones, alcanzando al menos la final en ambas ocasiones.

### Dirigente

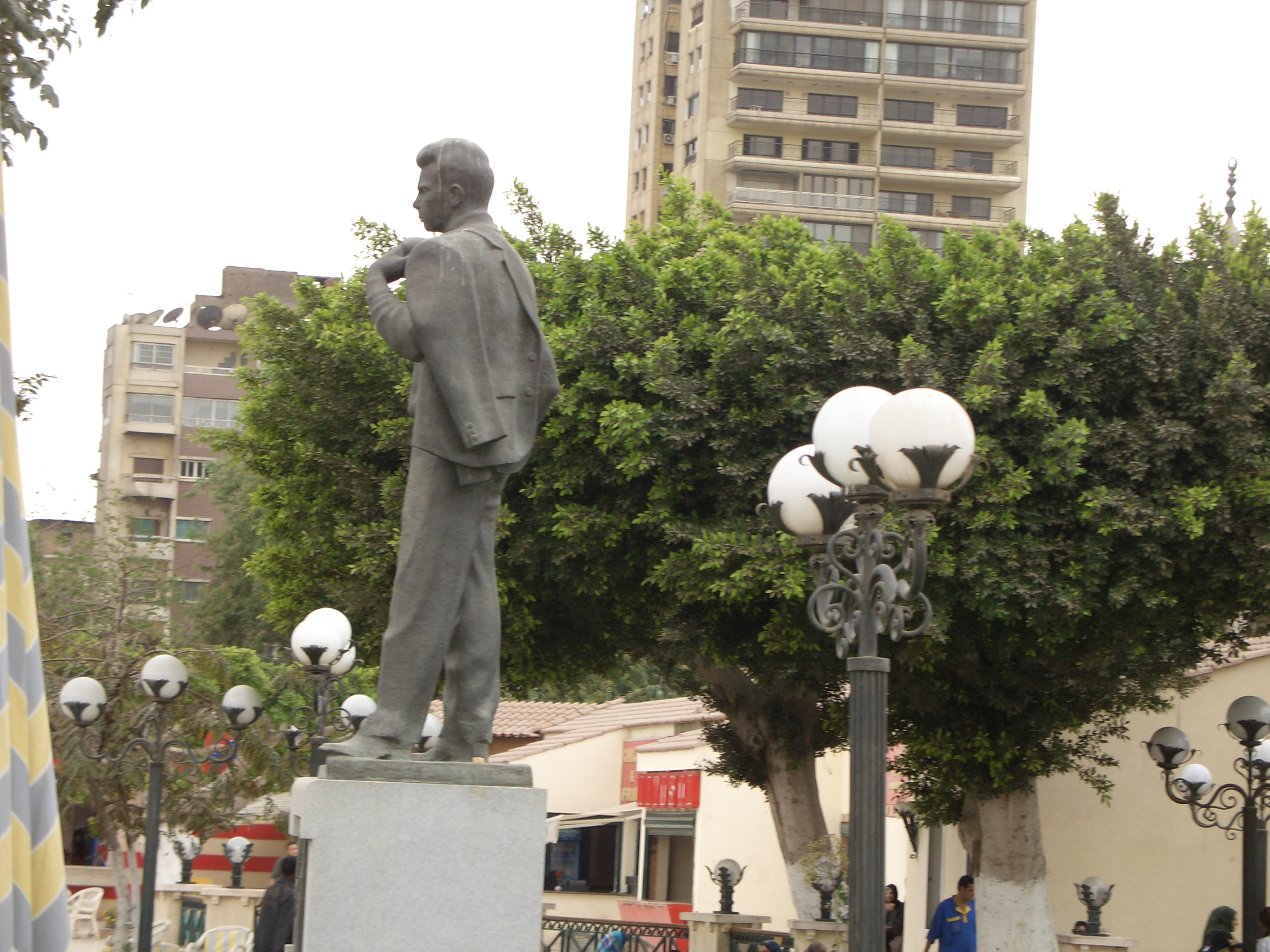
Estatua de Saleh Selim en los cuarteles del Al Ahly.

Estuvo ligado al Al-Ahly a partir de 1971 donde ocupó cargos como oficial, miembro de la junta directiva y el 12 de diciembre de 1980 sería nombrado como el decimotercer presidente de la historia del Al-Ahly, siendo presidente del club en dos periodos entre 1980 y 2002.

## Muerte
Falleció en Londres el 6 de mayo de 2002 a los 71 años a causa del cáncer de hígado.

## Logros

### Club
- Primera División de Egipto (11): 1948–49, 1949–50, 1950–51, 1952–53, 1953–54, 1955–56, 1956–57, 1957–58, 1958–59, 1960–61, 1961–62
- Copa de Egipto (9): 1948–49, 1949–50, 1950–51, 1952–53, 1955–56, 1957–58, 1960–61, 1965–66
- Liga de El Cairo (3): 1949–50, 1953-1954, 1957–58
- Copa de la RAU (1): 1960-61

### Selección nacional
- Copa Africana de Naciones (1): 1959